# Thymistadopsis
Thymistadopsis is een geslacht van vlinders van de familie eenstaartjes (Drepanidae), uit de onderfamilie Drepaninae.

## Soorten
- T. albidescens Hampson, 1895
- T. trilinearia (Moore, 1867)
- T. undulifera (Hampson, 1900)